# Alfred Dreyfus

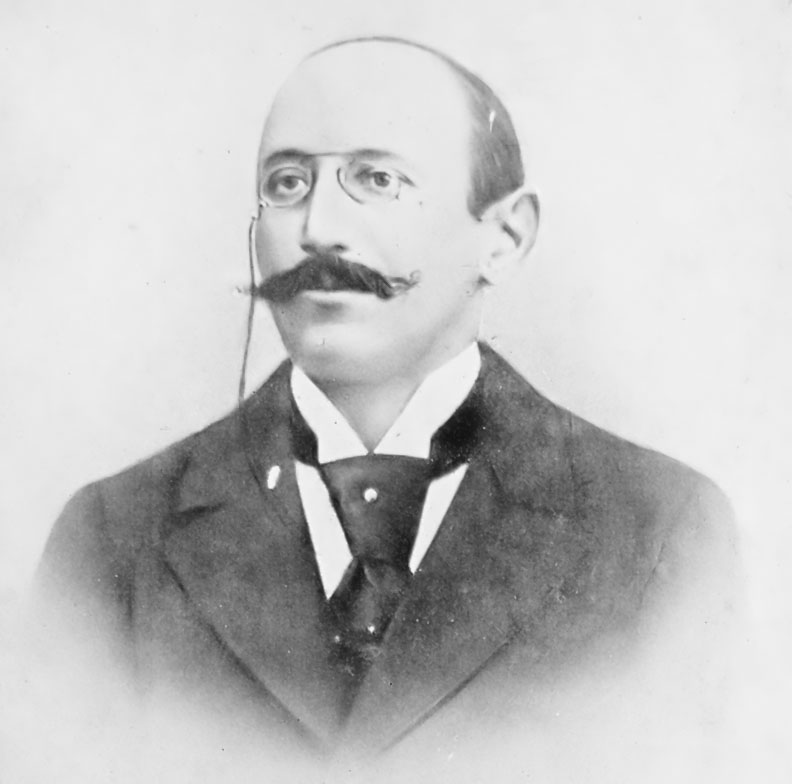
Alfred Dreyfus

Alfred Dreyfus [alˈfʀɛd dʀɛˈfys] (geboren 9. Oktober 1859 in Mülhausen; gestorben 12. Juli 1935 in Paris) war ein französischer Offizier. Seine auf einer antisemitischen Intrige beruhende ungerechtfertigte Verurteilung wegen Landesverrats löste 1894 die Dreyfus-Affäre aus, die Frankreich innenpolitisch erschütterte.

## Familie und Kindheit
Alfred Dreyfus war der neunte und jüngste Sohn eines jüdischen Mülhausener Textilunternehmers, der seine Karriere als Hausierer begonnen hatte. Als das Elsass 1871 nach dem Deutsch-Französischen Krieg zum neu gegründeten Deutschen Kaiserreich kam, optierten seine Eltern (wie auch andere Angehörige der städtischen Eliten) für die Beibehaltung ihrer französischen Staatsangehörigkeit und siedelten 1872 mit einem Teil der Familie zuerst nach Basel in die Schweiz, wo Alfred das Humanistische Gymnasium besuchte, und schließlich nach Paris über. Um das Vermögen zu retten, blieb ein anderer Teil der Familie im Elsass. Ausschließlich Alfred und sein Bruder erhielten eine völlig französische Ausbildung. Die Erstsprache der meisten Brüder und Schwestern Alfreds war Deutsch bzw. Elsässisch.
In Paris legte Dreyfus die Reifeprüfung (Baccalauréat) ab und 1878 bestand er die Aufnahmeprüfung zur traditionsreichen École polytechnique, die damals hauptsächlich technische Offiziere, z. B. für die Artillerie, ausbildete. Er wurde Berufsoffizier als Artillerist und auf Grund seiner akademischen Leistungen in die École supérieure de guerre aufgenommen. Die École supérieure de guerre war erst gegen Ende der 1870er Jahre gegründet worden. Absolventen der École polytechnique und der Militärschule Saint-Cyr erhielten hier eine abschließende Ausbildung vor ihrer Ernennung zum Stabsoffizier. Zu den Neuerungen, die der Kriegsminister Charles de Freycinet und der General Marie François Joseph de Miribel im Rahmen ihrer Reformen des französischen Militärs eingeführt hatten, zählte die Aufnahme der zwölf besten Absolventen dieser Militärschule in den französischen Generalstab, wo sie mehrere Bereiche durchliefen. Zuvor waren diese Stellen ausschließlich durch Kooption vergeben worden, was dazu geführt hatte, dass in den Generalstab vorwiegend katholische Adlige berufen wurden.
Am 21. April 1890 heiratete Dreyfus  Lucie Hadamard (1869–1945), Tochter eines wohlhabenden Diamantenhändlers und Cousine des Mathematikers Jacques Salomon Hadamard. Aus der Ehe gingen zwei Kinder hervor: Pierre (1891–1946) und Jeanne (1893–1981).
1893 wurde Dreyfus, inzwischen zum Hauptmann befördert, zum Generalstab versetzt.

## Die Dreyfus-Affäre

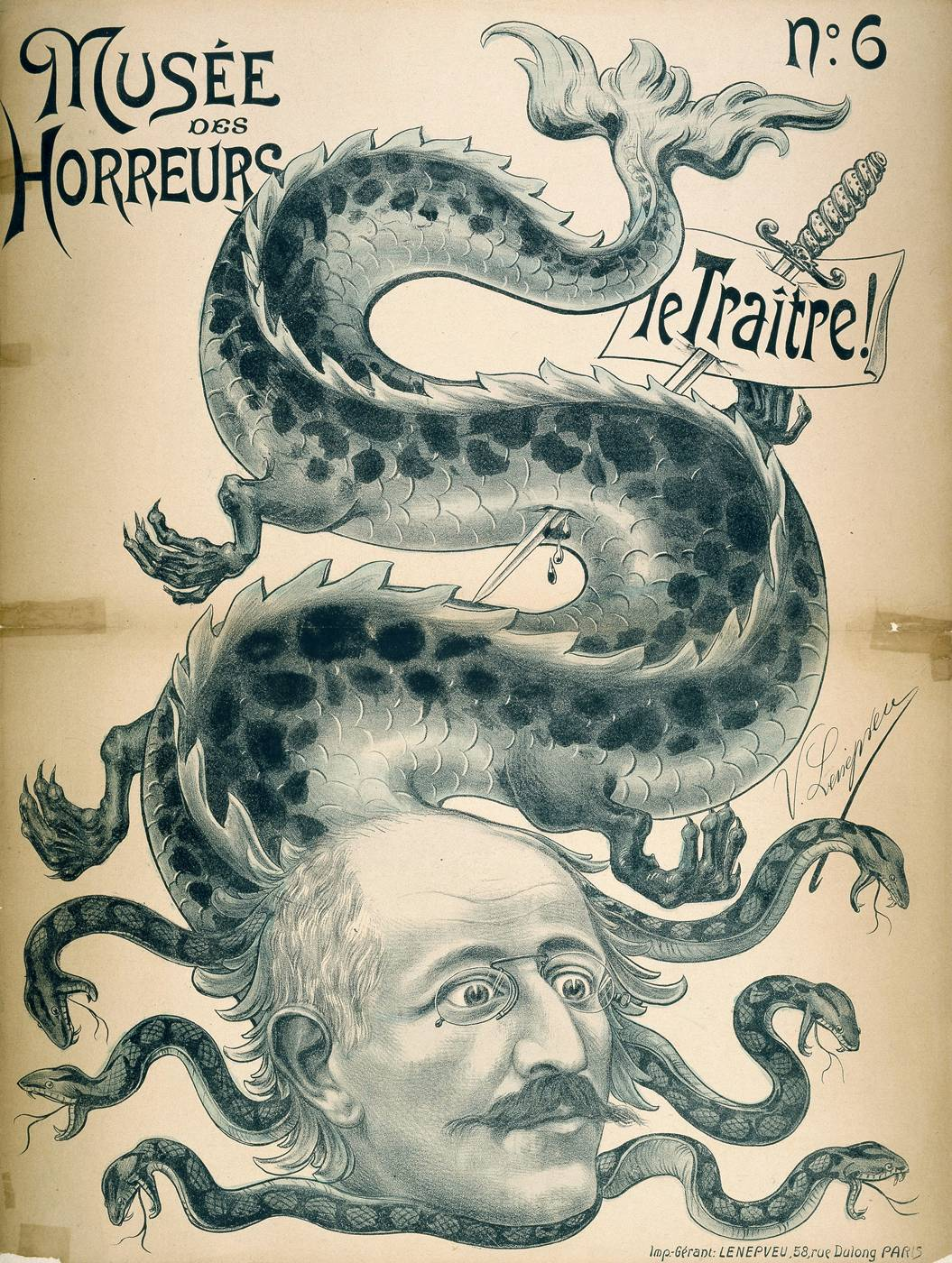
Zeitgenössische Karikatur Dreyfus’; Text: « Musée des horreurs » (Museum des Schreckens), « le Traître » (der Verräter)

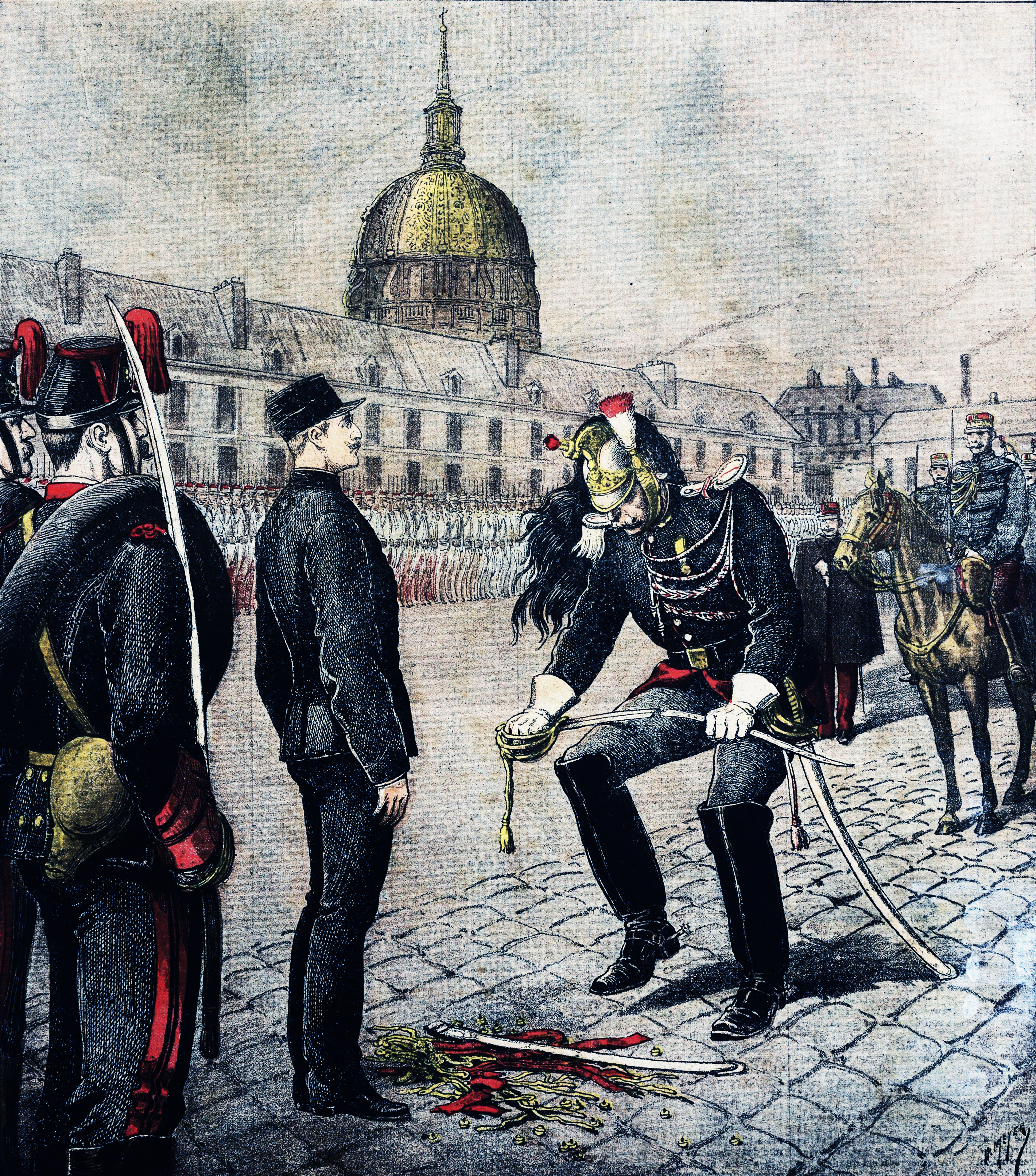
Zeitgenössische Darstellung der Kassation

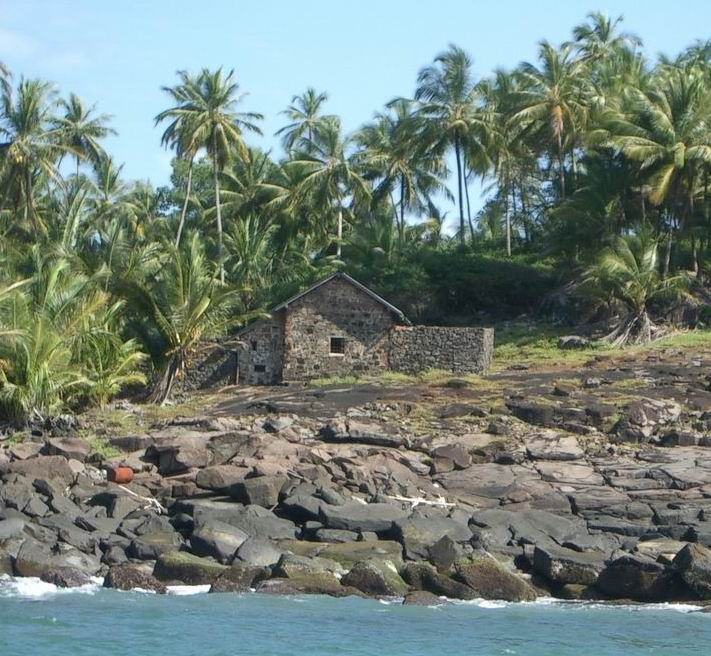
Die Hütte von Alfred Dreyfus auf der Teufelsinsel; hier lebte er ab dem 13. April 1895

### Entwicklung
Im September 1894 gelangte der französische Auslandsnachrichtendienst (Deuxième Bureau), angeblich durch eine in die deutsche Botschaft eingeschleuste Spionin, in den Besitz eines handgeschriebenen Schriftstücks, in dem ein offenbar gut informierter anonymer Insider dem deutschen Militärattaché Maximilian von Schwartzkoppen geheime militärische Informationen auflistete und zu liefern versprach, insbesondere über die französische Artillerie wie beispielsweise die Haubitze M 1890. Der Verdacht fiel auf den Artilleristen Alfred Dreyfus, den seine Herkunft als elsässischer Jude zum Verräter zu prädestinieren schien, zumal er im Vorjahr zur Beerdigung seines Vaters nach Mülhausen gereist war, das damals zum Deutschen Reich gehörte.
Am 15. Oktober wurde er in das Dienstzimmer des Generalstabschefs bestellt. Er wurde aufgefordert, nach Diktat einzelne Worte und Satzfetzen zu schreiben, und anschließend verhaftet.
Am 31. Oktober waren die Voruntersuchungen abgeschlossen, einen Tag später wurde Dreyfus in der Presse als Verräter genannt. Am 3. November wurde er vor einem Kriegsgericht in Rennes wegen Landesverrats angeklagt. Bei dem nachfolgenden Prozess diente als Hauptbeweismittel seiner Schuld ein graphologisches Gutachten des bekannten Anthropologen und Kriminologen Alphonse Bertillon, dem die Richter folgten, trotz dreier anderslautender Gutachten und obwohl Bertillon nachweislich über keine Erfahrung auf dem Gebiet der Schriftvergleichung verfügte.
Dreyfus, der vergeblich seine Unschuld beteuert hatte, wurde am 22. Dezember 1894 mit einstimmigem Richtervotum für schuldig befunden und zu lebenslanger Verbannung und Haft verurteilt. Die Hafterleichterungen, die man ihm in Aussicht stellte, sollte er seine Spionage gestehen, lehnte er ab. Am 5. Januar 1895 wurde er in erniedrigender Form im Hof der École Militaire degradiert.
Am 31. Januar 1895 beschloss die französische Abgeordnetenkammer Dreyfus’ Verbannung auf die Teufelsinsel in Französisch-Guayana. Da die dortigen Haftbedingungen so schwer waren, wurden Verurteilte nur sehr selten auf die Teufelsinsel verschickt. Dreyfus sollte zukünftig dort leben, was nicht nur ein Entkommen unmöglich machen würde, sondern ihn auch vollständig von anderen Gefangenen isolieren sollte. Auch Lucie Dreyfus’ ursprüngliche Pläne, ihrem Ehemann in die Verbannung zu folgen, wurden durch diesen Beschluss unmöglich gemacht.
Ohne die Familie im Vorfeld zu informieren, begann die Reise von Alfred Dreyfus in die Verbannung am frühen Morgen des 17. Januar 1895. Er wurde zunächst mit dem Zug nach La Rochelle gebracht. Als bekannt wurde, dass Dreyfus sich im Zug befand, versammelte sich eine so große aufgebrachte Menge, dass die zuständigen Behörden es für sicherer hielten, ihn im Zug bis in die Nacht warten zu lassen, bevor sie ihn in die nahegelegene Festung von Saint-Martin auf der Île de Ré brachten. Trotzdem kam es dabei zu Übergriffen. Am 13. Februar konnte er ein letztes Mal vor seiner Rückkehr 1899 seine Frau Lucie sehen. Ihm war es verboten, seiner Frau mitzuteilen, wohin er deportiert werden würde, und auch eine Umarmung wurde den Ehepartnern untersagt, da man befürchtete, dass sie ihm eine Nachricht zustecken werde.
Dreyfus verließ die Île de Ré am 21. Februar 1895 und kam am 13. April auf der Teufelsinsel an. Er war damals der einzige Inhaftierte auf der Insel. Seine Haftbedingungen waren zunächst verhältnismäßig glimpflich, so durfte er täglich ein paar hundert Meter spazieren gehen. Nachts wurde er in einer 16 Quadratmeter (4 × 4 m) großen Hütte eingesperrt. Bewacht wurde er von fünf Wächtern, die allerdings nicht mit ihm sprechen durften. Auf Grund der klimatischen Bedingungen erkrankte Dreyfus jedoch wiederholt an tropischen Fiebern. Die hohe Luftfeuchtigkeit ließ seine Kleidung nicht trocken werden und er verlor durch die mangelhafte Nahrung stark an Gewicht. Die Haftbedingungen änderten sich am 6. September 1896, als in Paris Gerüchte über einen Fluchtplan kursierten. Um die Hütte wurde ein Palisadenzaun gebaut, der Dreyfus jegliche Sicht auf seine Umwelt versperrte. Nachts wurde er an sein Bett gefesselt.

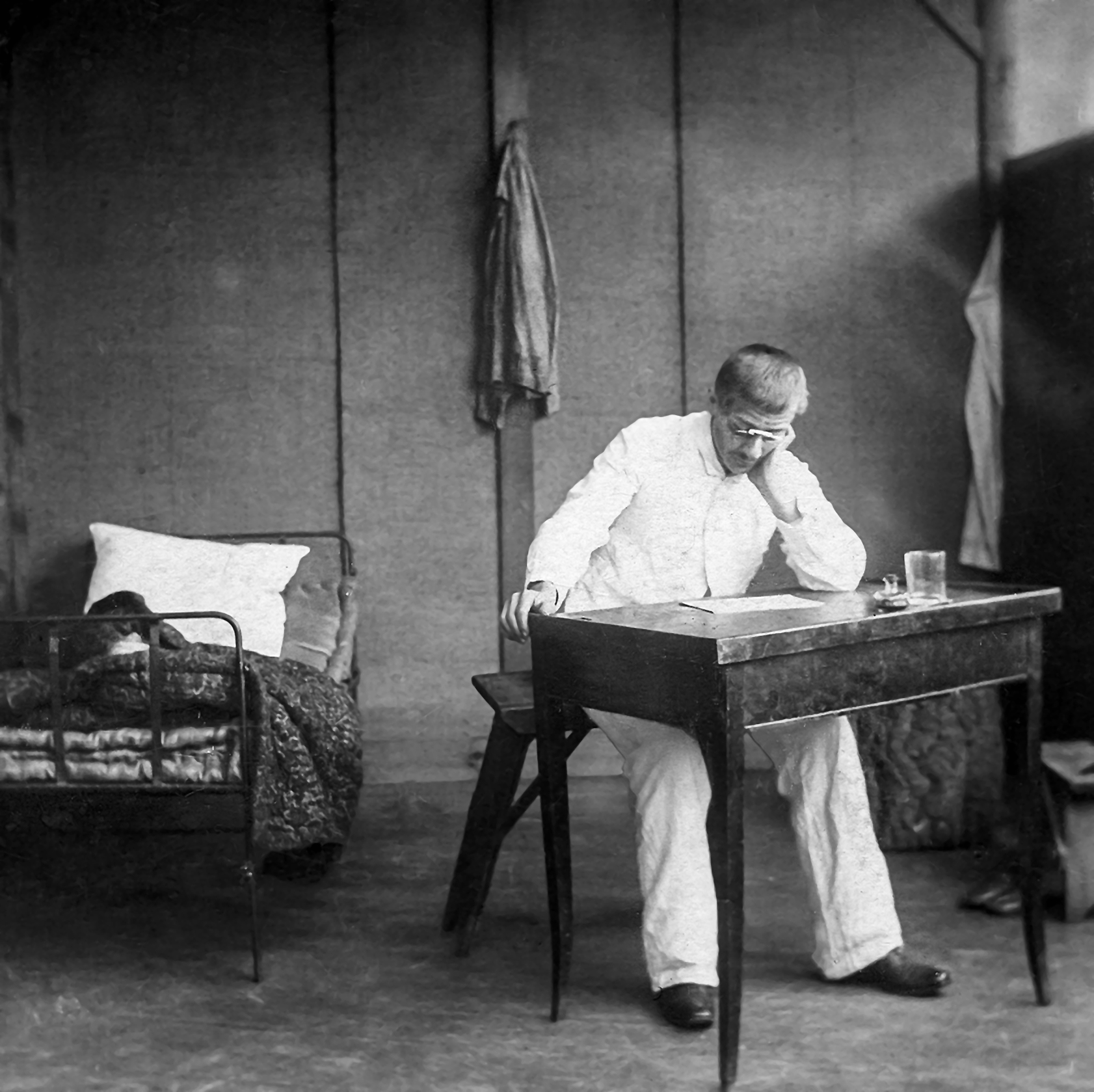
Alfred Dreyfus 1898 auf der Teufelsinsel
Vertrieb durch F. Hamel, Altona-Hamburg... ; aus einer Stereoskopie der Sammlung Lachmund

Dreyfus erhielt Briefe seiner Familie und durfte ihr auch schreiben. Die Korrespondenz mit der Familie unterlag jedoch strenger Zensur. Die Briefe seiner Frau erhielt Dreyfus nur in Abschrift, damit sie ihm keine geheimen Botschaften übermitteln konnte. Nicht angesprochen werden durfte in den Briefen das Aufsehen, das sein Fall in Frankreich zunehmend erregte, so dass Dreyfus bis zu seiner Rückkehr 1899 zum zweiten Prozess darüber in Unkenntnis blieb. Ruth Harris beschreibt in ihrer Monographie über den Fall Dreyfus seine Briefe an seine Familie als erstaunlich frei von Bitternis. Dreyfus erwähnte weder seine Zugehörigkeit zum jüdischen Glauben noch deutete er an, dass er das Opfer einer antisemitischen Verschwörung sein könnte. Seine Briefe drücken ein tiefes Verlangen nach seiner Familie aus, und wiederholt bat er seine Frau Lucie und seinen Bruder Mathieu, seine Ehre wiederherzustellen.
Dank der Hartnäckigkeit von Angehörigen, vor allem seines älteren Bruders Mathieu, der von der Unschuld Dreyfus’ überzeugt war und diverse Persönlichkeiten aus Politik und Presse für den Fall interessierte, geriet dieser nicht in Vergessenheit. Im Sommer 1896 stieß der neue Geheimdienstchef, Oberst Marie-Georges Picquart, auf Indizien, die den Schluss nahelegten, ein anderer Generalstabsoffizier, Major Walsin-Esterházy, müsse der Verräter gewesen sein. Er wurde jedoch vom Generalstab zum Schweigen genötigt und zur Jahreswende nach Tunesien versetzt. Von dort richtete er allerdings ein Memorandum an Staatspräsident Félix Faure, das in die Hände eines Senators gelangte. Dessen eher diskrete Versuche, eine Revision des Prozesses zu erreichen, scheiterten am Widerstand der Generäle und der Regierung. Im Herbst 1897 bekam auch Mathieu Dreyfus Kenntnis vom Inhalt des Memorandums und beschuldigte Walsin-Esterházy öffentlich, der Verräter zu sein. Das Disziplinarverfahren, das dieser daraufhin gegen sich beantragte, endete ergebnislos. Ähnlich verhielt es sich mit einem Prozess, der Anfang 1898 pro forma gegen ihn eröffnet wurde. Die Generäle, die gegen Dreyfus als Zeugen aufgetreten waren, zeigten sich nicht bereit, ihre Aussagen zu widerrufen. Vielmehr hatten sie nachträglich sogar Indizien zu seinen Ungunsten fälschen lassen.
Als Walsin-Esterházy am 11. Januar 1898 freigesprochen wurde, reagierten viele mit Empörung. Einen wahren innenpolitischen Sturm entfachte dann der offene Brief J’accuse …! (Ich klage an …!), den der Autor Émile Zola am 13. Januar 1898 in der Zeitung L’Aurore an den Staatspräsidenten Félix Faure richtete, um auf das Unrecht gegenüber Dreyfus hinzuweisen.
Die französische Gesellschaft wurde von der Dreyfus-Affäre, wie sie nun hieß, bis in die Familien hinein polarisiert und spaltete sich in „Dreyfusards“ und „Anti-Dreyfusards“.

### Revision und Begnadigung
Nachdem der Justizminister zwei Gesuche von Dreyfus’ Ehefrau Lucie im Juli und im September 1898 noch abgelehnt bzw. an eine Kommission überwiesen hatte, beschloss die Regierung schließlich doch zu handeln. Ende September wurde der französische Kassationsgerichtshof mit einer Revision des Verfahrens von 1894 beauftragt. Er hob das Urteil gegen Dreyfus im Juni 1899 auf und verwies den Fall zurück an das Kriegsgericht in Rennes. Am 9. Juni 1899 durfte Dreyfus die Teufelsinsel verlassen und kam am 30. Juni 1899 wieder nach Frankreich. Bei dem neuerlichen Prozess im August wurde er zwar nach wie vor für schuldig befunden, erhielt aber mildernde Umstände zugebilligt. Seine Strafe wurde in zehn Jahre Festungshaft umgewandelt, doch bot ihm der neue französische Staatspräsident Émile Loubet eine sofortige Begnadigung an, wenn er darauf verzichtete, Berufung einzulegen. Dreyfus akzeptierte am 15. September, was viele seiner Sympathisanten enttäuschte.
Er zog sich zu seiner Familie zurück und brachte seine Erinnerungen zu Papier, die er 1901 unter dem Titel Cinq années de ma vie 1894–1899 („Fünf Jahre meines Lebens 1894–1899“) publizierte.

### Rehabilitierung
Nach dem Wahlsieg der Linken 1902 begann unter den veränderten politischen Umständen eine neuerliche Diskussion um seinen Fall. Schließlich kam es zu einer Revision auch des letzten Prozesses durch das Kassationsgericht. Das Urteil wurde aufgehoben und Dreyfus am 12. Juli 1906 freigesprochen und rehabilitiert. Unmittelbar darauf wurde er mit einem feierlichen Akt wieder in die Armee aufgenommen, zum Major befördert und darüber hinaus zum Ritter der Ehrenlegion ernannt. Eine Fortführung seiner Karriere als Generalstabsoffizier blieb ihm allerdings versagt. Er fand nur kurz Verwendung als Kommandant zweier Artillerie-Depots im Pariser Umland, in Vincennes und Saint-Denis. Im Oktober 1907 ließ er sich aus gesundheitlichen Gründen in den vorzeitigen Ruhestand versetzen.
Als 1908 die sterblichen Überreste des 1902 verstorbenen Zola mit einem Ehrengeleit, dem Dreyfus angehörte, in den französischen Ruhmestempel, das Pariser Panthéon, überführt wurden, verübte ein Anti-Dreyfusard aus der Menge ein Pistolenattentat auf ihn, bei dem er verletzt wurde.
Nach Beginn des Ersten Weltkrieges ließ sich Dreyfus reaktivieren, stand an der Front und wurde zum Oberstleutnant befördert. Mit diesem Rang schied er bei Kriegsende aus der Armee.
Am 2. Juni 2025 verabschiedete die französische Nationalversammlung ein Gesetz, das Dreyfus posthum den Rang eines Brigadegenerals verleiht; die Zustimmung des Senats steht noch aus.

## Tod und Nachleben

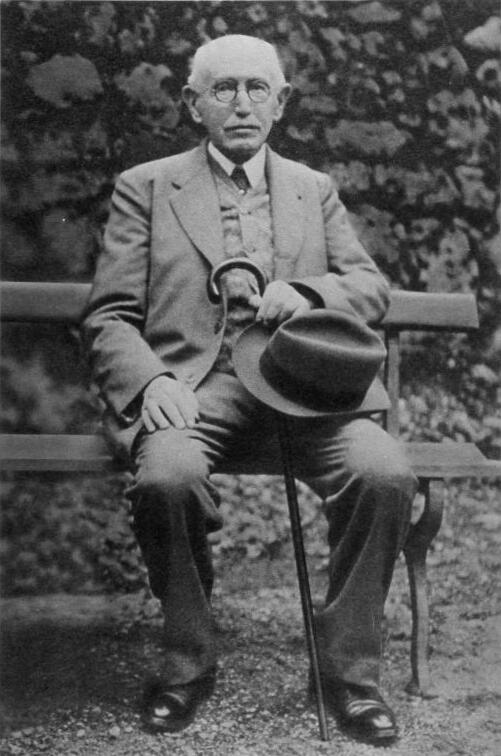
Dreyfus kurz vor seinem Tod

Dreyfus starb 1935 in Paris an einem Herzinfarkt. Er wurde auf dem Friedhof Montparnasse in Paris beigesetzt.
Seine Enkelin Madeleine Levy wurde während des Zweiten Weltkriegs als Jüdin und kämpfendes Mitglied der Résistance nach Auschwitz deportiert und dort ermordet. Seine Ehefrau Lucie überlebte den Holocaust und starb kurz nach der Befreiung in Paris.
Theodor Herzl, der 1895 als Korrespondent der Neuen Freien Presse Dreyfus’ Degradierung miterlebt hatte, schrieb unter dem Eindruck des Prozesses sein Buch Der Judenstaat. Das Werk erschien am 14. Februar 1896, bevor vom 29. bis 31. August 1896 der erste Zionistenkongress in Basel stattfand.
Im Zusammenhang mit der Liabeuf-Affäre um den anarchistischen Arbeiter Jean-Jacques Liabeuf, der 1910, nach seiner Entlassung aus einem Gefängnis, wo er unschuldig eingesessen hatte, einen Polizisten tötete und dafür guillotiniert wurde, entstand eine hitzige öffentliche Debatte, die als „Dreyfus-Affäre der Arbeiter“ bezeichnet wurde: Einerseits forderten rechte Kommentatoren eine stärkere militärische und polizeiliche Unterdrückung streikender Arbeiter und härtere Gerichtsurteile, andererseits wurde Liabeuf von der Arbeiterpresse als Märtyrer und Symbolfigur des Klassenkampfes dargestellt.
Nach dem Zweiten Weltkrieg wurde Dreyfus nach und nach zu einer Art Ikone der Republik stilisiert. Seit 1988 hat er ein Denkmal im Jardin des Tuileries. An seinem Wohnhaus ist eine Gedenkplakette angebracht. Auch in Berlin befindet sich eine Gedenktafel in der Blücher-Kaserne in Kladow.
Am 12. Juli 2006, dem 100. Jahrestag seiner Rehabilitierung, fand eine Gedenkzeremonie in der Pariser Militärschule statt, bei der Staatspräsident Jacques Chirac als Hauptredner auftrat und in Begleitung des Premierministers und vier Ministern Dreyfus „die feierliche Huldigung der Nation“ (französisch l’hommage solennel de la Nation) darbrachte.
Zu der verschiedentlich vorgeschlagenen Überführung von Dreyfus’ sterblichen Überresten in das Panthéon kam es bisher nicht.

## Dreyfus in Literatur und Film
Bereits 1913 griff Roger Martin du Gard, der spätere Literaturnobelpreisträger von 1937, die Dreyfus-Affäre auf. In seinem Roman Jean Barois beschreibt er u. a., wie Dreyfus seine Sympathisanten während des zweiten Prozesses durch seine „unheroische“ Apathie enttäuschte. 1929 verfassten Wilhelm Herzog und Hans José Rehfisch das Drama Die Affäre Dreyfus. 1933 folgte Herzogs Die Dreyfus-Affäre. In Deutschland verarbeitete Rolf Schneider den Fall in seinem Roman Süß und Dreyfus von 1991. Der israelische Dichter Joshua Sobol schrieb 2008 das Theaterstück I Am Not Dreyfus, Or Am I [Ani Lo Dreyfus]. Der britische Schriftsteller Robert Harris schilderte die Affäre in seinem 2013 erschienenen Roman An Officer and Spy (deutscher Titel: Intrige) aus der Sicht des Geheimdienstoffiziers Picquart.
Die Dreyfus-Affäre lieferte auch die Vorlage für zahlreiche Verfilmungen, u. a.:
- 1930: Dreyfus – Regie: Richard Oswald
- 1958: I Accuse! – Regie: José Ferrer
- 1991: Der Gefangene der Teufelsinsel (Prisoners of Honor) – Regie: Ken Russell
- 1994: Affäre Dreyfus (L’affaire Dreyfus) – Regie: Yves Boisset – zweiteilige Fernseh-Dramatisierung
- 1998: J’accuse – Ich klage an (J’accuse) – Regie: Robert Bober, Pierre Dumayet
- 2019: Intrige (J’accuse) – Regie: Roman Polanski, nach dem Roman von Robert Harris

Im Jahr 1937 entstand unter der Regie von Wilhelm Dieterle zudem die Filmbiografie The Life of Emile Zola mit Paul Muni in der Titelrolle. In ihr nimmt die Affäre breiten Raum ein, allerdings klammert der Film deren antisemitische Aspekte weitgehend aus. Joseph Schildkraut erhielt für seine Darstellung von Alfred Dreyfus einen Oscar als Bester Nebendarsteller.

## Autobiografie
- Cinq années de ma vie 1894–1899. Eugène Fasquelle, Paris 1901 (häufige Neuauflagen; dt.: Fünf Jahre meines Lebens 1894–1899, John Edelheim, Berlin 1901, Neuauflage, Comino, Berlin 2019, ISBN 978-3-945831-17-5).